# Bassinplatz
Der Bassinplatz ist der größte der Potsdamer Plätze. Der Name bezieht sich auf ein ehemaliges Wasserbassin, welches auf Anweisung des Soldatenkönigs Friedrich Wilhelm I. ab 1737 zur Trockenlegung des Gebietes genutzt wurde. Der Bassinplatz wurde im Laufe der Jahrhunderte mehrfach umgestaltet, er befindet sich am Rande des Holländischen Viertels und grenzt im Südwesten an den Platz der Einheit.

## Geschichte

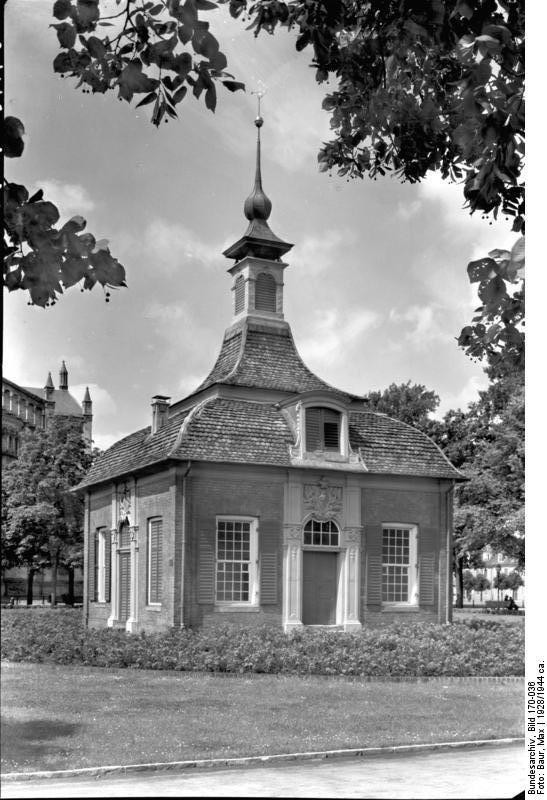
Historische Gloriette am Bassinplatz

Das Areal des Bassinplatzes war ursprünglich ein sumpfiges Gelände. Im Rahmen der zweiten Stadterweiterung veranlasste der Soldatenkönig Friedrich Wilhelm I. die Nutzbarmachung des Platzes. Das Gelände wurde in den Jahren 1737 bis 1739 trockengelegt, dazu wurde ein Holländisches Bassin ausgegraben. Der Abfluss des Wassers wurde über ein aufwendiges Kanalsystem geregelt, von dem Heinrich Ludwig Manger in seiner Baugeschichte von Potsdam berichtet: „Dieser Teich [das Bassin] war vermittelst eines offenen Grabens mit dem Heiligen See, und durch einen bedeckten schmalen Kanal mit dem Hauptkanale der Stadt [Potsdamer Stadtkanal] verbunden. Da auch zugleich aus der Havel ein Graben bis in den Heiligen See ausgestochen ward, [bekam] das Wasser … Zug bis wieder in die Havel.“ In der Mitte dieses Bassins wurde am Kreuzpunkt der Achsen der Brandenburger- und Kreuzstraße eine kreisrunde Insel angelegt, die als Zierde 1739 eine Gloriette erhielt. Das pavillonartige Gebäude war als Point de vue gedacht, ohne einen bestimmten Zweck zu erfüllen. Es zeigte in zahlreichen Ausstattungselementen niederländische Formen, wogegen sich für die Dachgestalt kein Beispiel in der zeitgenössischen holländischen Architektur findet. Im 19. und 20. Jahrhundert war der Pavillon auch unter dem Namen Tabakshäuschen bekannt und stand unter Denkmalschutz. Letztere Bezeichnung ging auf den Irrtum zurück, der Vater Friedrichs des Großen habe dort sein Tabakskollegium abgehalten. Überliefert ist lediglich ein Festessen des Königs samt Bericht über die umständliche Anlieferung der Speisen.

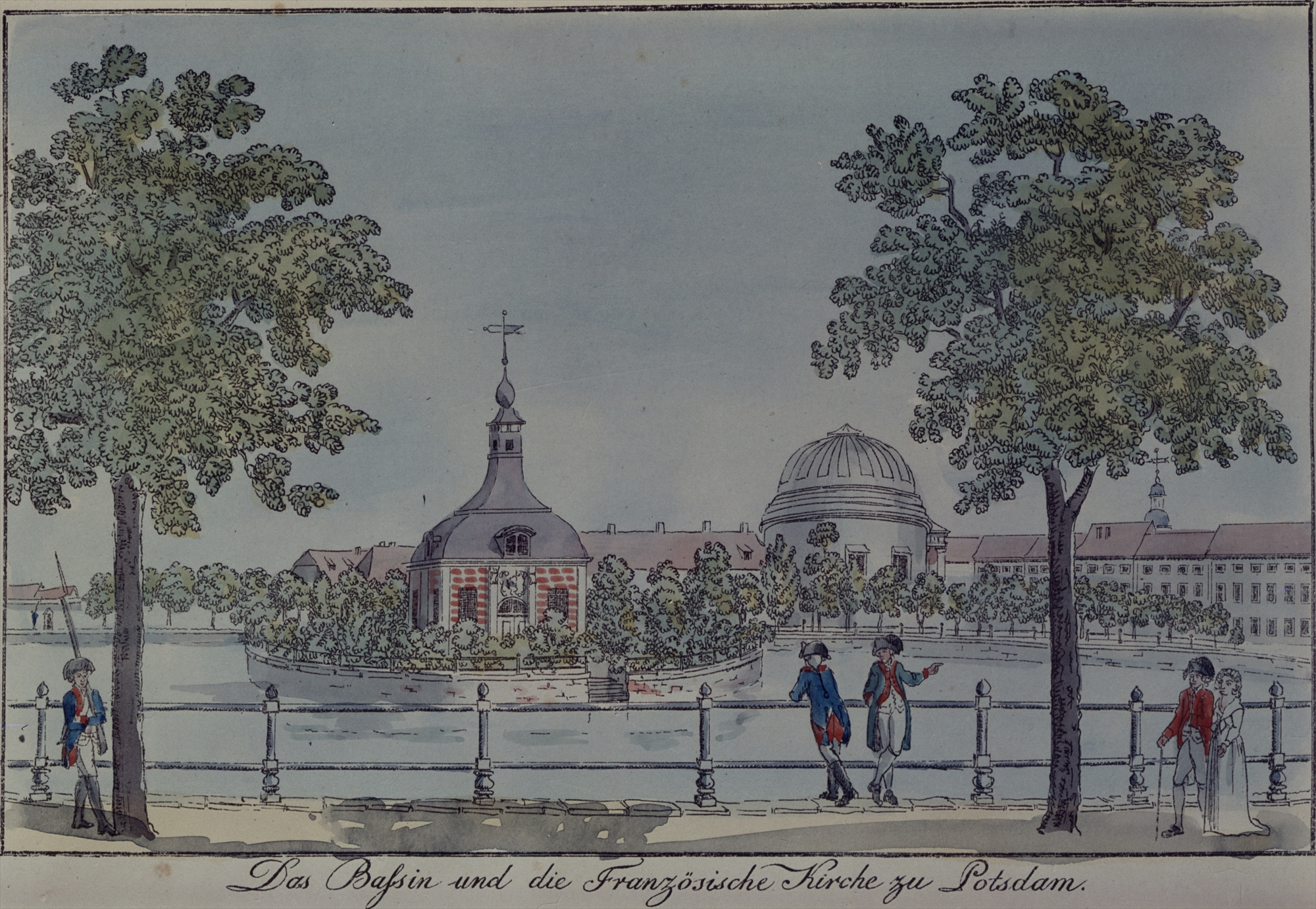
Bassin und Französische Kirche auf einem Bild von Johann Friedrich Nagel

Das Bassin drohte bald wegen der schrittweise eintretenden Verschlammung der Kanäle und im Sommer aufgrund von Niedrigwasser der Havel zu versumpfen, daher ließ Friedrich der Große das Becken mit Mauerwerk einfassen. Nach einem weiteren Verschönerungsplan von Peter Joseph Lenné erhielt das Bassin schließlich eine runde, nach Osten geöffnete Form. Zwischen 1871 und 1876 wurde das Bassin zugeschüttet.

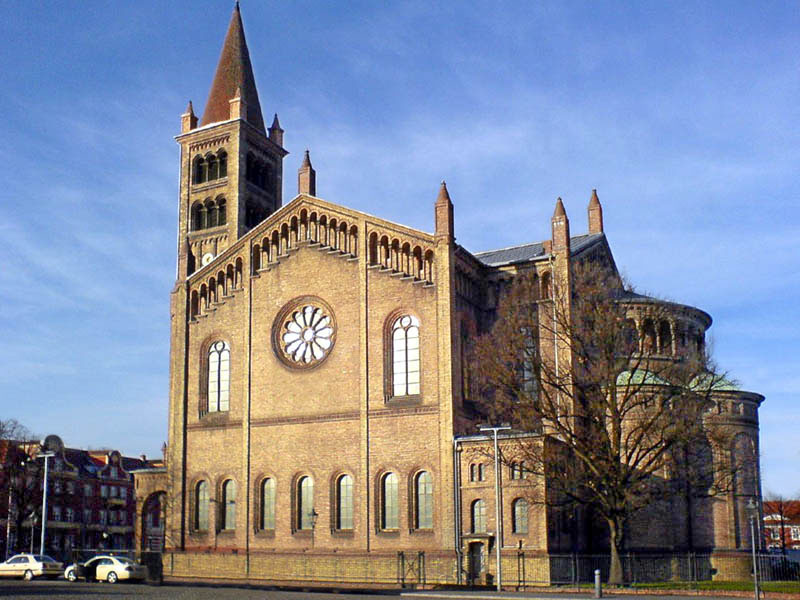
Kirche St. Peter und Paul im Westen des Platzes

An dem Platz entstanden zwei Kirchen. Die Französische Kirche wurde 1752 nach Plänen von Georg Wenzeslaus von Knobelsdorff für die verfolgten Hugenotten aus Frankreich errichtet. Die innere Gestalt der Kirche geht auf Karl Friedrich Schinkel zurück. Der Bau der katholischen Kirche St. Peter und Paul erfolgte zwischen 1867 und 1870 nach Plänen von August Stüler und Wilhelm Salzenburg.

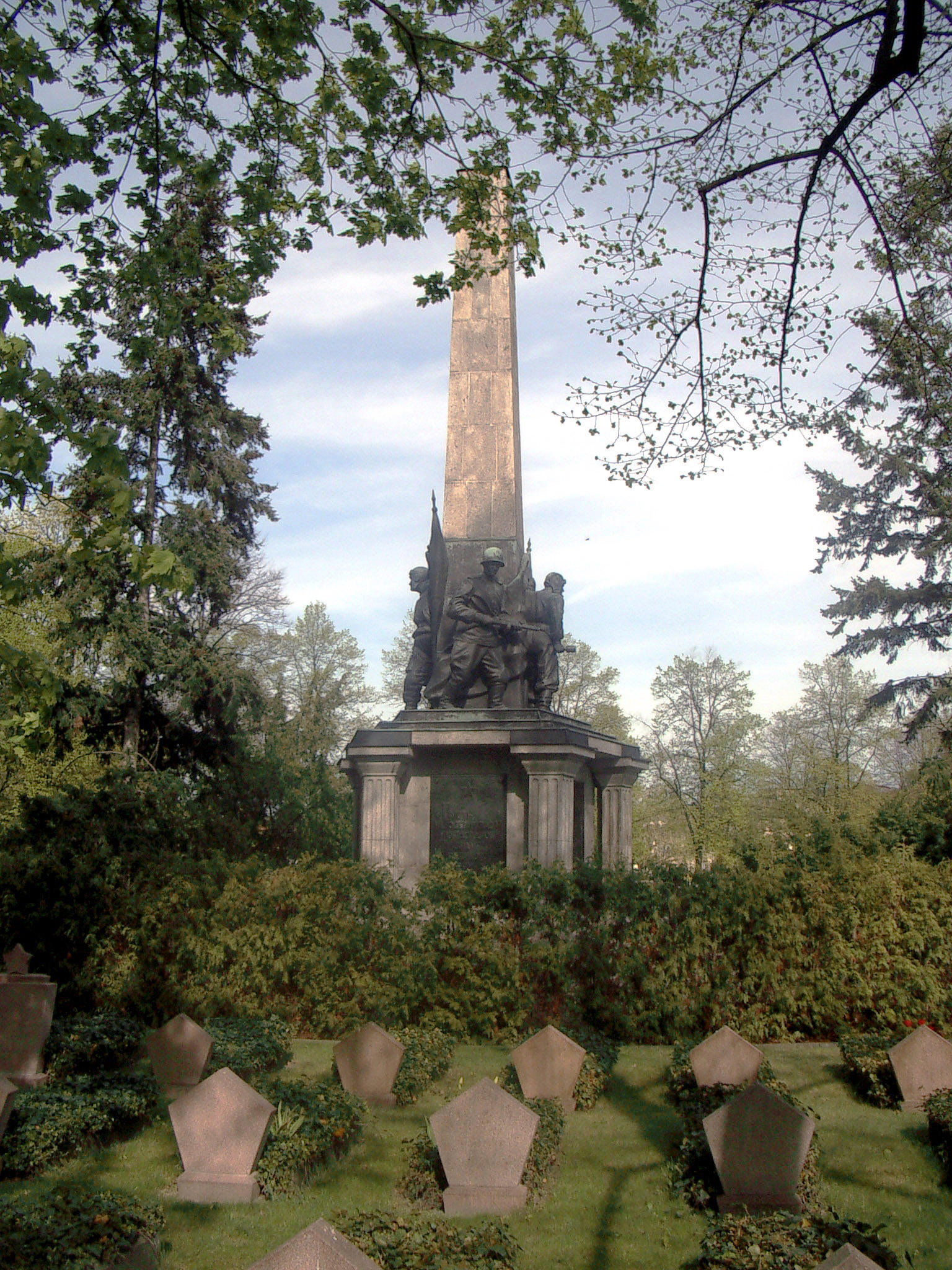
Sowjetischer Ehrenfriedhof

Die im Zweiten Weltkrieg unbeschädigt gebliebene Gloriette wurde im Winter 1945/46 abgerissen, um Platz für einen sowjetischen Soldatenfriedhof mit einem Ehrenmal in Form eines Obelisken zu schaffen. Im Jahr 1972 entstand daneben ein großformatiger Busbahnhof, der aber 2001 zurückgebaut wurde. Der Platz dient seit 1996 regelmäßig als Wochenmarkt.
Im Jahr 1789 logierte Wolfgang Amadeus Mozart in Potsdam – der genaue Ort ist nicht bekannt, er wohnte wahrscheinlich in dem niederländischen Backsteinhaus Am Bassin 10. In einem Brief schrieb er: „Mein liebes Weibchen! Potsdam ist ein teurer Ort, und ich muss hier auf eigene Kosten zehren. Mit der Akademie ist nicht viel zu machen … So musst Du Dich bei meiner Rückkehr schon mehr auf mich freuen als auf das Geld ….“. Eine Gedenktafel über der Tür erinnert daran. Die barocken Häuserreihen entstanden wahrscheinlich unter der Bauleitung von Carl von Gontard.

## Platzanlage
Der Bassinplatz ist der größte Platz Potsdams mit einer rechteckigen Grundform von rund 300 × 200 Metern, das heutige Erscheinungsbild wird durch Gegensätze bestimmt. Der Platz besteht seit den 1960er Jahren überwiegend aus Grünflächen mit Baumreihen und Freiflächen.
Zwei sakrale Bauwerke unterschiedlicher Art prägen das Erscheinungsbild des Platzes. An der Westseite steht die katholische Kirche St. Peter und Paul mit einem 60 Meter hohen Turm im Stil eines italienischen Campanile, der als Point de vue in die Brandenburger Straße wirkt. Am südöstlichen Rand, amtlich jedoch nicht mehr auf der Platzfläche, steht der kleinere barocke Kuppelbau der Französischen Kirche, die die älteste erhaltene Kirche im historischen Stadtgebiet Potsdams ist.
Im Norden und Westen des Platzes schließen rote, dreigeschossige und giebelgeschmückte barocke Backsteinhäuser im niederländischen Stil den Platz über die Verkehrswege hinweg ab – erstere sind Teil des Holländischen Viertels, letztere Teil einer Ergänzung des späten 18. Jahrhunderts. An der Südseite befinden sich moderne Wohnhäuser. Auf der Ostseite der Hebbelstraße dominiert das Klinikum Ernst von Bergmann das Bild des Platzes, ein mehrteiliges Hochhaus in Plattenbauweise.